# 개똥벌레 (드라마)
《개똥벌레》(튀르키예어: Ateşböceği 아테시뵈제으이[*])는 2017년 방영된 터키의 텔레비전 드라마이다.

## 등장 인물
- 세치킨 외즈데미르 : 바르슈 부카(Barış Buka) 역
- 닐라이 데니즈 : 아슬르 에일메즈(Aslı Eğilmez) 역